# Olaf Krätke

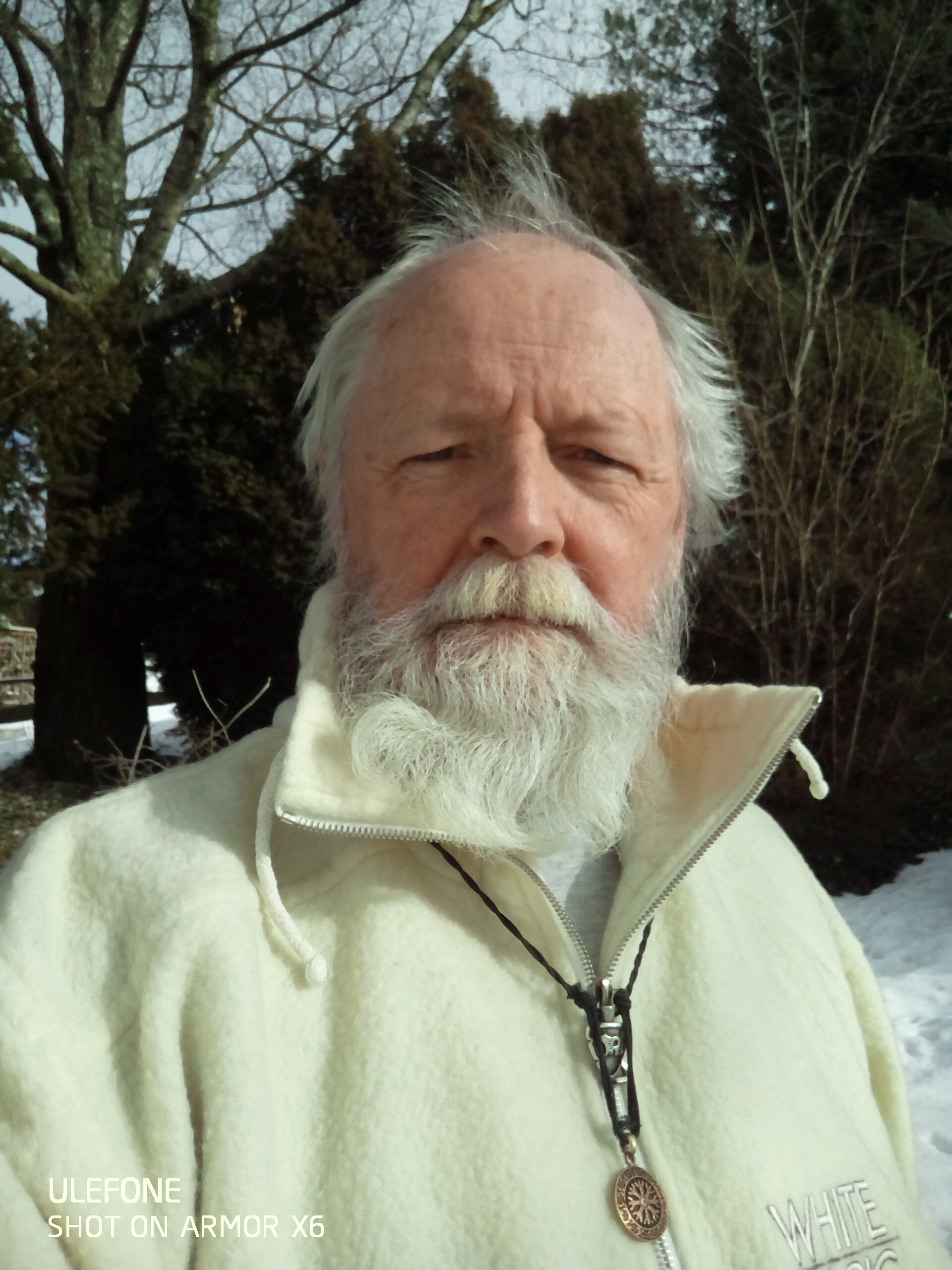
Olaf Krätke (2021)

Olaf Andreas Krätke (* 31. August 1959 in Dortmund) ist ein deutscher Schauspieler, Regisseur und Autor.

## Leben
Olaf Krätke, der jüngste Sohn des Schauspielerpaares Hansjoachim und Ingeborg Krätke, nahm bei seinem Vater und dessen Kollegen Dirk Hardebeck Schauspielunterricht. Der Beginn seiner Karriere war 1965 eine Nebenrolle in dem Theaterstück Pinocchio an den Städtischen Bühnen Dortmund. Seitdem spielte Krätke in einigen Theater-, Film- und Fernsehproduktionen, wobei er gelegentlich abseits seiner Aufgabe als Schauspieler auch als Regisseur fungiert.
Krätke war lange Zeit als Filmjournalist für den Hörfunk tätig, bevor er sich beim „Highlight“-Filmverleih der Pressearbeit zuwandte und deren Pressechef wurde. Im Oktober 1988 übernahm Krätke beim Presse- und Promotionsbüro „G & L Intermedia“ ein Büro in München und war für das Unternehmen speziell für den süddeutschen Bereich tätig.
2009 wirkte Krätke im Kinofilm Wickie und die starken Männer als der weise Urobe unter den Hauptdarstellern mit, wofür er sich im Vorfeld in der Casting-Sendung Bully sucht die starken Männer bewarb.
Sein Gewaltpräventionsprojekt „Geheimsache Igel“ (Gewaltprävention für Kinder im Elementarbereich und der Grundschule) feierte 2020 sein 22-jähriges Jubiläum mit über 4000 Aufführungen. Inzwischen wird sein Präventionstheaterstück auch in Berlin, Schleswig-Holstein, Baden-Württemberg, Rheinland-Pfalz, Saarland, Bayern, Hamburg, Niedersachsen, Hessen, Sachsen und Mecklenburg-Vorpommern gespielt, sowie in Österreich und der Schweiz. Seit Juli 2013 wird es auch in Frankreich vorgeführt und feierte seine Premiere beim Festival von Avignon. Darüber hinaus kam die gleichnamige Verfilmung, die unter seiner Regie realisiert wurde, im Juni 2009 auf DVD und DVD-Rom im deutschsprachigen Raum in den Handel. Außerdem feierte Olaf Krätke im September 2009 eine erfolgreiche Premiere mit seinem neuen Gewaltpräventionsprogramm „Gewalt ist was für Schwächlinge“, das sich an Jugendliche richtet und von ihm in Haupt- und Realschulen, sowie Gymnasien aufgeführt wird.
2009 wurde Krätke für seine Darstellung des Urobe in dem Kinoerfolg Wickie und die starken Männer mit dem Comedy-Preis ausgezeichnet. Im Frühjahr 2011 feierte das Hollywood-Drama Testing Life (Regie: Carolin von Petzholdt), in dem Olaf Krätke eine wichtige Rolle spielte, in Los Angeles Premiere. 2011 erhielt er beim Big Bear Horror-Fiction Festival, USA (Los Angeles) den Outstanding Cast Award für seine Leistung in Die Farbe.
Vom Bundesinnenminister, der Zeitbild Stiftung und der EU-Kommission für Integration wurden im Jahr 2013 Olaf Krätke, sein Gewaltpräventionsprojekt „Geheimsache Igel“ sowie seine Projektleiter im Rahmen der Aktion „Gewalt verhindern – Integration fördern“ ausgezeichnet.
Darüber hinaus ist Olaf Krätke auch als Schriftsteller tätig. Seine Gedichte erschienen in verschiedenen Anthologien sowie in den Büchern Jede Menge Leben und Meines Lebens Melodie veröffentlicht. Ferner ist er als Autor von Kinderbüchern bekannt, u. a. mit Geheimsache Igel (2001), Kiki die Mäusedame, sowie Kiki und Maika die Bärin (beide 2017). Sein Theaterstück Der schwarze Berg feierte 2016 in Deutschland Premiere. 2017 wurde auch sein Kurzgeschichtenband Die Samtpfoten-Trilogie veröffentlicht. Sein erster Roman, Miro – Der schwarze Berg, erschien 2018, sowie seine Kinderbücher Geheimsache Igel – Vorlesebuch (auch in Englisch und Französisch), Fredegar ein Reintiermärchen (auch in Englisch). 2019 wurden seine Gedichtbände Ein Mensch, Aus einer anderen Welt und Das menschliche Tier veröffentlicht. Auch erste Arbeiten als Komponist und Texter von Kinderliedern wurden veröffentlicht: Kiki, die Mäusedame, Kiki am großen Fluß und Kiki und Maika die Bärin. Darüber hinaus zeichnet sich Olaf Krätke auch als Illustrator mehrerer Bücher aus u. a. „Lasse Skörungur“ (Autor Ole Jacobsen).
Seine Bücher und Arbeiten als Hörbuch-Erzähler wurden veröffentlicht bei der Mato Storytelling Company.

## Schauspieler

### Film und Fernsehen (Auswahl)
- 2004: Niedrig und Kuhnt – Kommissare ermitteln (Fernsehserie, 3 Episoden)
- 2004–2006: K11 – Kommissare im Einsatz (Fernsehserie, 4 Episoden)
- 2004–2007: Lenßen & Partner (Fernsehserie, 3 Episoden)
- 2005: Wilsberg: Schuld und Sünde (Fernsehreihe)
- 2007: Das Zimmer im Spiegel (Film)
- 2007: GG 19 – Deutschland in 19 Artikeln (Film)
- 2007: Staatsanwalt Posch ermittelt (Fernsehserie, 1 Episode)
- 2008: Bully sucht die starken Männer (Fernsehserie, 6 Episoden)
- 2009: Wickie und die starken Männer (Film)
- 2009–2017: Aktenzeichen XY … ungelöst (Fernsehreihe, 4 Episoden)
- 2009: Galileo Mystery (Fernsehserie, 1 Episode)
- 2009: Dornröschen (Fernsehfilm)
- 2009–2010: Eine wie keine (Fernsehserie, 5 Episoden)
- 2009: Marienhof (Fernsehserie, 2 Episoden)
- 2010: dasbloghaus.tv (Fernsehserie, 1 Episode)
- 2006–2011: Um Himmels Willen (Fernsehserie, 8 Episoden)
- 2011: Wickie auf großer Fahrt (Film)
- 2012: Lena Fauch (Fernsehserie, 1 Episode)
- 2012: Verbotene Liebe (Fernsehserie, 1 Episode)
- 2012: Die Rosenheim-Cops: Mord in feiner Gesellschaft (Fernsehserie, 1 Episode)
- 2012: Kleine Morde (Film)
- 2012: Banklady (Film)
- 2012: Die ProSieben Märchenstunde (Fernsehserie, 1 Episode)
- 2012: Die Familiendetektivin (Fernsehserie, 1 Episode)
- 2013: Ein weites Herz – Schicksalsjahre einer deutschen Familie (Fernsehfilm)
- 2013: Der blinde Fleck (Film)
- 2013: Heldt (Fernsehserie, 1 Episode)
- 2014: Und Äktschn! (Film)
- 2014: In aller Freundschaft (Fernsehserie, 1 Episode)

### Erzähler
- Der Bärenkönig (Hörbuch)
- Der Kater, der Herr Svensson hieß (Hörbuch)
- Die Legende von Budder Olson
- Der blaue Vogel von Quigunaja
- Geheimsache Igel
- Der Baum (Hörbuch)
- Die Kinder des Ole Jacobsen (Hörbuch)
- Der graue Wanderer (Hörbuch)
- The Drifter (Hörbuch)
- Der Garten des Herrn Mathieu (Hörbuch)
- Stella (Hörbuch)
- Najuma der Geisterwolf (Hörbuch)
- Fredegar, ein Rentiermärchen (Hörbuch)
- Der träumende Stern (Hörbuch)
- Die Samtpfoten Trilogie - Kim (Hörbuch)
- Die Samtpfoten Trilogie - Mimi (Hörbuch)
- Die Samtpfoten Trilogie - Buddy (Hörbuch)
- Aus einer anderen Welt (Hörbuch)
- Der Mensch (Hörbuch)
- Das menschliche Tier (Hörbuch)
- Der Sternenwald (Hörbuch)

## Regie

### Film
- 1983: Das Festessen (Film)
- 1984: Die Herren des Krieges (Film)
- 1984: Die Ballade von Bill und Joe (Film)
- 1984: Lone Wolf (TV)
- 1985: Ultima Thule - Das weite Land (Dokumentarfilm, TV)
- 1985: Das Land der Freiheit (Dokumentarfilm, TV)
- 2008: Geheimsache Igel (Film)
- 2010: The Room (Film)
- 2012: Die Rolltreppe (Film)

### Theater
- 1979: H – Ein Fixer gerät in die Mühlen der Justiz (Co-Regie)
- 1980: Szenen aus der Zukunft (Kabarett, Co-Regie)
- 1981: Szenen aus dem Alltag (Kabarett, Co-Regie)
- 1982: Stabile Zeiten (Kabarett, Co-Regie)
- 1983: Ein Bombenfrieden (Kabarett, Co-Regie)
- 1983: Die Suche nach Kaa (Co-Regie)
- 1987: Picknick im Felde (Theaterstück)
- 1989: Experiment Frieden (Kabarett, Co-Regie)
- 1989: Picknick im Felde (Theaterstück)
- 1998–2011: Geheimsache Igel (Theaterstück, Co-Regie)
- 1999: Babar und Freunde Show (Bühnenshow)
- 2000: Waldos Welt Show (Bühnenshow)
- 2000: Lauras Sternstunde (Bühnenshow)
- 2002: Ich mach Dich gesund, sagte der Bär (Theaterstück)
- 2010: Der Ruepp (Theaterstück)
- 2012: Der Sternsteinhof (Theaterstück)

## Schriftsteller (Auswahl)
- 1979: H - Ein Fixer gerät in die Mühlen der Justiz (Co-Autor, Theaterstück)
- 1980: Szenen aus der Zukunft (Co-Autor, Kabarett)
- 1981: Szenen aus dem Alltag (Co-Autor, Kabarett)
- 1982: Stabile Zeiten (Co-Autor, Kabarett)
- 1983: Ein Bombenfrieden (Co-Autor, Kabarett)
- 1983: Das Festessen (Drehbuch, Kurzfilm)
- 1984: Lone Wolf (Drehbuch)
- 1984: Die Ballade von Bill und Joe (Drehbuch)
- 1985: Ultima Thule - Das weite Land (Drehbuch)
- 1985: Kino-Schaufenster (43 Rundfunksendungen)
- 1986: Schauplatz Kino (22 Rundfunksendungen)
- 1998: Geheimsache Igel (Theaterstück)
- 1999: Babar und Freunde Show (Show)
- 2000: Waldos Welt Show (Show)
- 2000: Lauras Sternstunde (Show)
- 2001: Geheimsache Igel (Kinderbuch, Middelhauve Verlag)
- 2003: Geheimsache Igel (Hörspiel-CD)
- 2006: Nachdenklich Heiteres (Gedichte auf CD)
- 2007: Geheimsache Igel (Drehbuch)
- 2010: The Conversation (Drehbuch)
- 2015: Der schwarze Berg (Theaterstück, Deutscher Theaterverlag)
- 2015: Lone Wolf (Drehbuch)
- 2016: Pinacteurs - Bilder erwachen (Dokumentation, Epubli Verlag)
- 2017: Die Samtpfoten-Trilogie (Kurzgeschichten, Novum Verlag)
- 2017: Kiki, die Mäusedame (Kinderbuch, Medu Verlag)
- 2018: Miro - Der schwarze Berg (Roman, Mato Storytelling Company)
- 2018: Fredegar, ein Rentiermärchen (Kinderbuch, Mato Storytelling Company)
- 2018: Geheimsache Igel (Kinderbuch, Mato Storytelling Company)
- 2018; Geheimsache Igel (Audio-Book, Mato Storytelling Company)
- 2018: The Hedgehog File (Children book, Mato Storytelling Company)
- 2019: Aus einer anderen Welt (Gedichte, Mato Storytelling Company)
- 2019: Der Mensch (Gedichte, Mato Storytelling Company)
- 2019: Das menschliche Tier (Gedichte, Mato Storytelling Company)
- 2022: Kiki die Mäusedame (Hörbuch, Mato Storytelling Company)
- 2022: Kiki am großen Fluss (Hörbuch, Mato Storytelling Company)
- 2022: Kiki am großen Fluss (Kinderlied, Mato Storytelling Company)
- 2022: Kiki die Mäusedame (Kinderlied, Mato Storytelling Company)
- 2022: Kiki und Maika die Bärin (Kinderlied, Mato Storytelling Company)
- 2023  Miro - Der Spiegel des Schicksals (Roman, Mato Storytelling Company)
- 2023  Kiki die Mäusedame (Kinderbuch, Mato Storytelling Company)

## Produzent
- 1984: Lone Wolf (TV-movie)
- 2016: Tretbootfahrer (Feature, co-producer)
- 2017: White Pillow (TV-movie, co-producer)
- 2017: Parasozial - Fiktive Detektive (Feature, co-producer)